# ナッサウ級戦艦
| ナッサウ級戦艦         | ナッサウ級戦艦 |
| ---------------------- | --- |
| 写真は「ラインラント」 | |
| 艦級概観               | |
| 艦種                   | 戦艦 |
| 艦名                   | 地方名 |
| 前級                   | ドイッチュラント級 |
| 次級                   | ヘルゴラント級 |
| 性能諸元               | |
| 排水量                 | 基準：18,570トン 常備：21,000トン |
| 全長                   | 137.7m 146m（水線長） |
| 全幅                   | 26.9m |
| 吃水                   | 8.1m |
| 機関                   | シュルツ・ソーニクラフト式石炭混焼水管缶12基（1915年に石炭・重油混焼缶に改造） ＋形式不明三段膨張型三気筒レシプロ機関3基3軸推進 |
| 最大 出力              | 22,000hp （公試時：26,244～28,117hp） |
| 最大 速力              | 19.5ノット |
| 航続 距離              | 10ノット/8,000海里 |
| 燃料                   | 石炭：850トン（常備）、2,700トン（満載） （1915年に重油150トン追加） |
| 乗員                   | 1,000名 |
| 兵装                   | SK L/45 28.3cm（45口径）連装砲6基 SK L/45 15cm（45口径）単装速射砲12基 SK L/45 8.8cm（45口径）単装速射砲16基（1915年に全撤去） 7.6cm（40口径）単装速射砲6基 45cm水中魚雷発射管3基 |
| 装甲                   | 舷側：300mm（ヴァイタルパート部）、80mm（艦首尾部）、170mm（第一甲板部）、160mm（第二甲板部）、30mm（水線下魚雷防御） 甲板：55mm（水平部）、80mm（舷側傾斜部） 主砲塔： 280mm（前盾）、90mm（天蓋） バーベット部：280mm（最厚部） 副砲ケースメイト：160mm（最厚部） 司令塔：400mm（側面部）、88mm（天蓋部） |

ナッサウ級戦艦（Nassau-Klasse）は、ドイツ帝国海軍 ( Kaiserliche Marine) が保有した最初の弩級戦艦の艦級である。

## 艦形について
船体は前弩級戦艦以来の平甲板型を採用した。艦首から構造を記述すると、新設計の「1909年型 28.3cm（45口径）砲」を連装砲塔に収めて1基を配置し、司令塔を組み込んだ操舵艦橋に単脚式の前檣を立て、その背後の1番・2番煙突および後檣の間の部分は甲板一段分が高められて艦載艇スペースとなり、中央部にグース・ネック（雁の首）式クレーンを片舷1基ずつ計2基配置した。その中央部の甲板上に、背中合わせ配置で主砲塔を片舷2基ずつ4基を配置した。後部甲板上に後部艦橋に組込まれた単脚式の後檣、6番主砲塔を後ろ向きに1基を配置した。

## 主砲

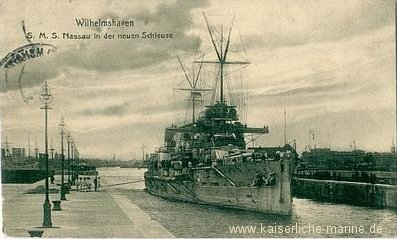
前方から撮られた「ナッサウ」。艦首尾方向に6門の主砲を指向できた。

本級の主砲塔の配置には特色があり、6基の主砲塔を六角形状に並べていた。これは準弩級戦艦の中間砲を主砲に置き換えたような配置であり、全主砲を同一方向に斉射できないという欠点があった。ただし、敵艦隊と乱戦時には反対舷からの巡洋艦や水雷艇が回りこんで攻撃して来た場合に即応できる利点も有った。また準弩級戦艦ヴィッテルスバッハ級の側面形に酷似しているため、実戦でも度々誤認され、敵を惑わす効果があった。なお、この配置は次級のヘルゴラント級にも踏襲された。

### 副砲、その他の備砲
副砲は速射性を重視して前級よりも2cm小さくなった「1908年型 15cm（45口径）速射砲」を採用し、二番甲板の下方に二番煙突を中心とするように放射線状に片舷6門で計12門を装備した。その他に対水雷艇用に「8.8cm（45口径）速射砲」を艦首と艦尾の片舷四箇所に2門ずつの8門、その他の場所に8門ずつで計16門、他に水線下に対艦攻撃用に45cm水中魚雷発射管を単装で6基装備した。

## 艦体
艦体は艦首と艦尾が斜めになった分の重量を軽減できるカットオフ方式を採用し、舵は主舵と副舵を装備した。また、長期間の作戦行動は考慮に入れず、短期間のみの行動で良しとされた為に居住区域を最小限にまとめ、浮いた重量を装甲と武装に回した。また、波の高くないバルト海での行動を考えたためにビルジキールは未装備だったため、外洋航行時には艦の動揺が北海の波の周期と同調し、本級の安定性は最悪になってしまった。そのために即急にビルジキールが装着された。

## 防御
本級は「視程不良の場合が多い北海にて数千mからの咄嗟の砲戦」を念頭において設計された為、同世代の弩級艦に比べて垂直部分の装甲が充実していた。

## 同型艦
- ナッサウ（英語版、ドイツ語版） Nassau：第一次大戦終結後、ヴェルサイユ条約により戦争賠償の一環として大日本帝国に割り当てられた。日本海軍は賠償艦となったナッサウを自軍に編入せず、スクラップとして売却した[2][注釈 3]。1923年9月下旬には解体を完了した[4]。
- ヴェストファーレン Westfalen
- ラインラント Rheinland
- ポーゼン Posen

### 注
1. ↑  12門もの主砲を搭載しながら、単一の敵には最大でも8門の砲しか撃つことができない。
2. ↑  これらは波浪で役に立たないために順次撤去され、替わりに同口径の単装高角砲が甲板上に2~4基装備された。
3. ↑  日本海軍はUボートの他に、水上艦艇として小型巡洋艦アウクスブルク (SMS Augsburg) や戦艦オルデンブルク (SMS Oldenburg) なども取得したが、ナッサウと同様にスクラップとして売却した[3]。